# Miami Vice
Miami Vice (en España: Corrupción en Miami; en Hispanoamérica: Miami Vice, Miami: Policía Especial, División Miami o Vicio en Miami) es una serie de televisión estadounidense producida por Michael Mann para la NBC. La serie se caracterizó por su novedosa integración de música y efectos visuales para narrar la historia. Miami Vice estaba protagonizada por Don Johnson y Philip Michael Thomas, que interpretaban a dos detectives, que trabajaban encubiertos en la ciudad de Miami. La serie se emitió durante cinco temporadas en la NBC, desde 1984 hasta 1989. USA Network comenzó a emitir reposiciones al año siguiente, en 1990, y emitió un episodio inédito durante la redifusión de la serie hasta el fin de las mismas, el 25 de enero de 1990.
A diferencia de las series basadas en los procedimientos policiales habituales, Miami Vice se inspiró, en gran medida, en la cultura y música new wave de los años 1980. La serie fue reconocida como una de las más influyentes en la historia de la televisión. La revista People aseguró que Miami Vice "fue la primera serie que parecía realmente nueva y diferente desde la aparición de la televisión en color". Las reposiciones de los episodios de la serie tras su finalización comenzaron en Canal Uno en Colombia, RCTV, Venezolana de Televisión y Venevisión en Venezuela, Puerto Rico Telemundo y México Canal 9 de Televisa desde 1984 hasta 2002 y FX Networks desde 1996 hasta 1999. En 2006, el canal de televisión por cable TV Land emitió reposiciones durante un año. En España, la serie fue emitida por TVE en los años 1980 —así como constantes reposiciones posteriores— y, desde 2010, el canal de televisión por cable FOX Crime emite las temporadas de la serie.
Michael Mann dirigió la adaptación cinematográfica de la serie, que fue lanzada el 28 de julio de 2006.

## Concepción
El responsable del departamento de entretenimiento de la NBC, Brandon Tartikoff, escribió una memoria en forma de lluvia de ideas en las que simplemente se leía "MTV cops", y más tarde la presentó al que sería creador de la serie, Anthony Yerkovich, guionista y productor de Hill Street Blues. Yerkovich, sin embargo, aseguró que ya había diseñado la idea tras conocer las leyes de confiscación de activos que permiten a los organismos policiales confiscar los bienes de los traficantes de drogas para uso oficial. La idea inicial era para una película sobre una pareja de policías anti-vicio de Miami. Finalmente, el guion de Yerkovich resultó en un episodio piloto de dos horas, titulado "Gold Coast", pero lo renombró después a Miami Vice. Yerkovich viajó al sur de Florida para crear su nuevo estilo de serie policíaca. Miami Vice fue una de las primeras series de televisión en Estados Unidos que fueron emitidas en sonido estéreo.

## Producción
La elección de la música y la fotografía estaba influida por la emergente cultura new wave de los años 1980. Como aseguró Lee H. Katzin, uno de los directores de la serie, "el programa estaba escrito para una audiencia de MTV, lo que la hacía más interesante en imágenes, emociones y energía que en el argumento, los personajes o las palabras en sí". Esos elementos provocaron el éxito instantáneo y la primera temporada de la serie logró quince nominaciones a los premios Emmy. Los primeros episodios de la serie mostraban elementos de procedimientos policiales habituales, pero los productores pronto lo abandonaron en favor de un estilo distintivo. Uno de los muchos aspectos de producción fue la ausencia de "tonalidades tierra" en la grabación de la serie. Uno de los directores de Miami Vice, Bobby Roth, explicó:

Hay ciertos colores que no se pueden grabar, como el rojo o el marrón. Si el guion dice 'Un Mercedes se para aquí', a la gente se le mostrará tres o cuatro Mercedes. Uno blanco, otro negro y otro gris. Nunca verás uno rojo o marrón. Michael sabe cómo funcionan las cosas en la cámara.

### Casting
En un principio, los responsables de la serie consideraron a Nick Nolte y Jeff Bridges para el papel de Sonny Crockett, pero para las estrellas de cine no era rentable aventurarse en televisión en aquellos años, por lo que se buscaron otro tipo de candidatos. Larry Wilcox, de CHiPs, fue otro de los candidatos para el papel de Crockett, pero los productores pensaron que no sería buena idea contratar a un actor que ya venía de interpretar un papel como policía. Tras considerar a varios candidatos más y retrasar el rodaje del episodio piloto en dos ocasiones, los elegidos fueron Don Johnson y Philip Michael Thomas como los policías antivicio. Con Johnson, de 35 años de edad en ese momento, la NBC tenía algunas dudas por el poco éxito que había conseguido anteriormente en los distintos proyectos en los que había trabajado. Tras dos temporadas de la serie, Johnson trató de abandonar Miami Vice.[cita requerida] En el seno del equipo responsable de la serie ya habían encontrado su sustituto en Mark Harmon, que había dejado recientemente su papel en la serie St. Elsewhere,[cita requerida] pero Johnson decidió continuar en la serie hasta el final.

### Rodajes
Muchos de los episodios de Miami Vice fueron rodados en South Beach, una zona de Miami Beach, área que en ese momento era conocida por su pobreza y criminalidad. Algunas de las esquinas de las calles de South Beach estaban tan deterioradas que el equipo de producción tuvo que volver a pintar las paredes exteriores de los edificios antes de las grabaciones. El equipo emprendió una intensa búsqueda para encontrar los mejores escenarios de Miami para el rodaje.[cita requerida] Bobby Roth aseguró que encontró "una casa que era realmente perfecta, pero el color era de un tipo de beige. El departamento artístico pintó rápidamente la casa de gris para mí. Incluso en las películas, la gente intenta traerte lo necesario y nada más. En Miami Vice comienzan con qué es necesario y van más allá".[cita requerida]
Uno de los logros de Miami Vice fue que revivió la arquitectura Art Deco y fomentó su conservación a mediados de los años 1980 y comienzos de 1990; algunos de estos edificios (la mayoría hoteles de primera línea de playa) fueron renovados para el rodaje, convirtiendo South Beach en una de las zonas más populares del sur de Florida para turistas y celebridades.[cita requerida]
Otros lugares habituales de grabación eran los condados de Broward y Palm Beach.

### Música
Miami Vice es conocida por su innovador uso de la música, especialmente de los éxitos pop y rock de los años 1980 y la particular, sintetizada e instrumental música de Jan Hammer. Mientras que otras series utilizaban música compuesta expresamente para televisión, Miami Vice gastaba alrededor de 10 000 dólares por episodio para conseguir los derechos de las grabaciones originales. Tener una canción sonando en Miami Vice era un impulso para la carrera de los músicos y de los sellos discográficos. De hecho, algunos periódicos, como USA Today, avanzaban a los lectores las canciones que aparecerían en los episodios de esa semana Entre las bandas y músicos más importantes que contribuyeron con su música a la serie se incluyen Roger Daltrey, DeBarge, Brian Eno, Devo, Jackson Browne, Meat Loaf, Phil Collins,Bryan Adams, Tina Turner, Stray Cats, Peter Gabriel, ZZ Top, The Tubes, Dire Straits, Depeche Mode, The Hooters, Iron Maiden, The Alan Parsons Project, Godley & Creme, Corey Hart, Glenn Frey, U2, Frankie Goes to Hollywood, Vangelis, Ratt, Chris Isaak, Miami Sound Machine, Dokken, Edgar Froese, Rubén Blades, Human League, Sheena Easton, Gary Numan, Van Halen, Kim Carnes, Paula Abdul, Y&T, Cyndi Lauper, Santana, Billy Ocean, Gerry Rafferty, Foreigner, The Police, Red 7, Laura Branigan, Ted Nugent, Suicidal Tendencies, The Damned y Billy Idol. Algunos artistas incluso aparecieron como invitados en los episodios, como Phil Collins, Miles Davis, Power Station, Glenn Frey, Suicidal Tendencies, Willie Nelson, Ted Nugent, Frank Zappa, The Fat Boys y Sheena Easton. Una escena muy recordada del episodio piloto de Miami Vice fue la que protagonizaron Crockett y Tubbs conduciendo por la noche en Miami con la canción "In the Air Tonight", de Phil Collins.
Jan Hammer agradeció al productor ejecutivo Michael Mann la libertad creativa que este le concedió en Miami Vice. La colaboración resultó en memorables piezas instrumentales, incluyendo la canción principal de la serie, que logró llegar al número uno de las listas de éxitos Billboard en noviembre de 1985. La banda sonora original de Miami Vice incluye el tema de cabecera de Jan Hammer y la canción "You Belong to the City", de Glenn Frey. La canción de apertura de Miami Vice logró un gran éxito comercial y de crítica al ganar dos premios Grammy en 1986. "Crockett's Theme", otra de las canciones habituales de Hammer para la serie, se convirtió en número uno en varios países europeos en 1987.

### Moda
El vestuario que empleó Miami Vice tuvo una significativa influencia en la moda masculina. La serie popularizó, si no inventó, el estilo de "camiseta debajo de una chaqueta Armani", así como popularizó la moda italiana para hombres en los Estados Unidos. La vestimenta habitual de Don Johnson de chaqueta sport italiana, una camiseta por debajo, pantalones claros sin cinturón y mocasines sin calcetines se convirtió en todo un éxito. Incluso el aspecto de Crockett, permanentemente sin afeitar —aspecto conocido como "barba de tres días"— provocó otra tendencia en la moda e inspiró a muchos hombres a llevar una pequeña e incipiente cantidad de barba en todo momento. En cada episodio Crockett y Tubbs usaban un promedio de ocho trajes diferentes, apareciendo en distintos tonos que van desde el rosa hasta el fucsia pasando por el azul, verde, melocotón y otras gamas de colores "aprobadas" por la dirección de la serie. El equipo de Miami Vice consultó a importantes diseñadores como Vittorio Ricci, Gianni Versace y Hugo Boss para obtener un aspecto moderno de los personajes. La diseñadora de Miami Vice Bambi Breakstone, que viajó a Milán, París y Londres en busca de nuevo vestuario, aseguró que "el concepto de la serie era estar a la última de las tendencias de moda en Europa". Jodi Tillen, la diseñadora de la primera temporada, junto a Michael Mann inició el estilo. La abundancia de tonos pastel en la serie reflejaba la arquitectura Art decó de Miami.
Durante sus cinco años en antena, aumentó de manera considerable la demanda de chaquetas deportivas, chaquetas de tela brillantes y, en general, los tonos pastel. Incluso se llegaron a comercializar líneas de ropa basadas en los personajes: Kenneth Cole introdujo los zapatos de Crockett y Tubbs y la tienda Macy's inauguró la sección Miami Vice en su departamento de ropa masculina para jóvenes. Crockett también popularizó la gafas de sol Ray Ban, especialmente las Ray-Ban Wayfarer Modelo 5022(L2052 en Tortoise y L2008 en Negro), que provocó que las ventas de Ray Ban aumentaran hasta las 720.000 unidades en 1984. En la primavera de 1986 apareció una máquina de afeitar eléctrica llamada Stubble Device, que permitía a los usuarios tener una barba como el personaje de Don Johnson. En un principio fue llamada Miami Device por Wahl Clipper Corp., pero al final la empresa decidió sustituir el nombre para evitar una demanda por violación de marca registrada. Muchos de los estilos popularizados por la serie de televisión, como la combinación de camiseta y trajes pastel, no llevar calcetines, camisas remangadas o las gafas de sol Ray Ban se han convertido hoy en una imagen estándar de la cultura de los años 1980. La influencia de la moda de Miami Vice continuó hasta comienzo de los años 1990 y aún persiste hoy en día.

### Armas y Accesorios
Miami Vice también popularizó ciertas marcas de armas de fuego así como accesorios. Don Johnson se quejó acerca de su pistolera de la marca Jackass Leather Company (renombrada más tarde Galco International) al presidente de la compañía, Rick Gallagher, y poco después recibió una personalizada llamada "Original Jackass Rig", llamada más tarde Galco "Miami Classic".
La Bren Ten, fabricada por Dornaus & Dixon, era una pistola de acero inoxidable que usó Don Johnson durante las dos primeras temporadas de Miami Vice. El fabricante Dornaus & Dixon quebró en 1986 y Smith & Wesson ofreció un contrato para equipar al personaje de Johnson con una S&W modelo 4506 durante la tercera temporada de la serie.

### Coches

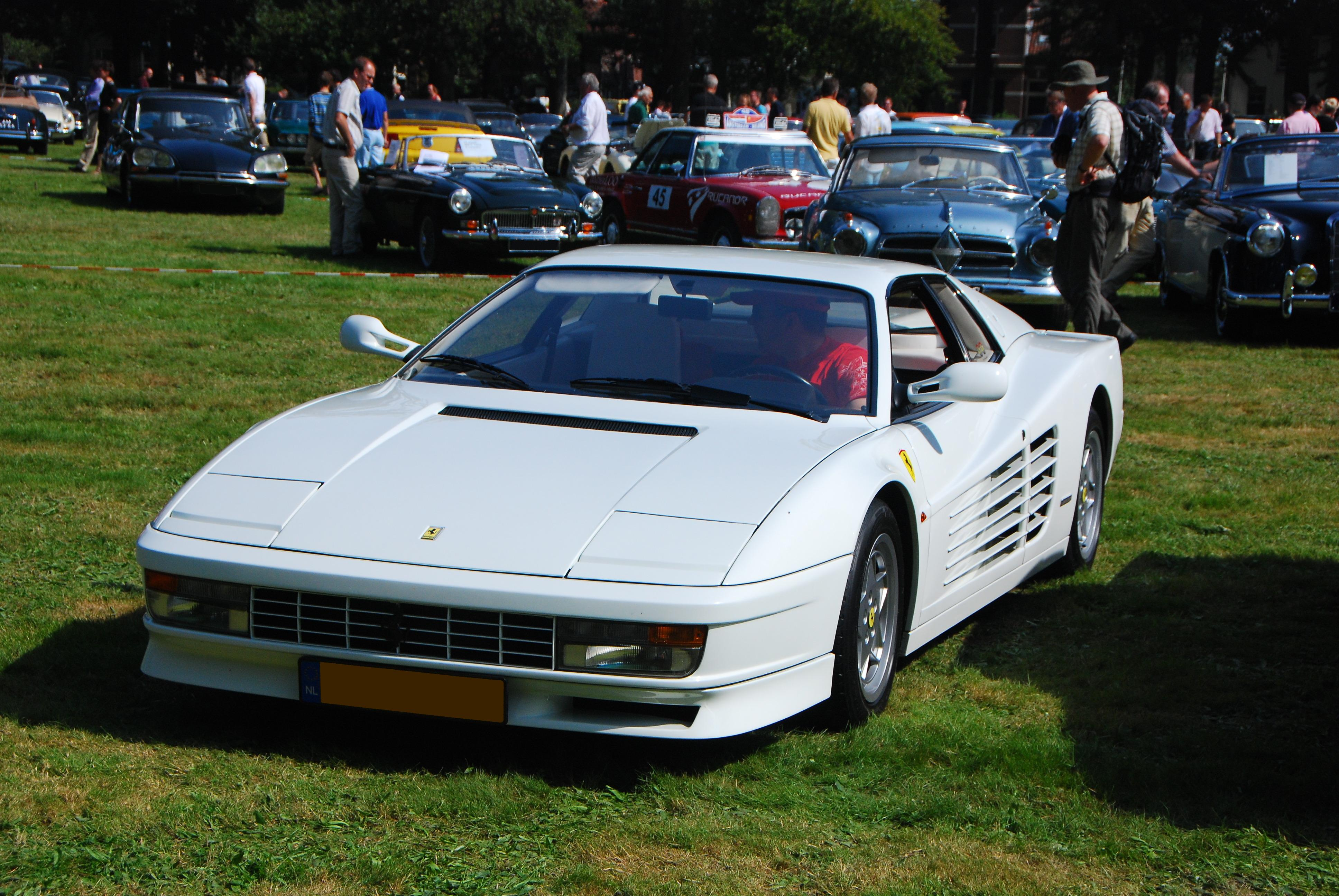
El Ferrari Testarossa blanco de 1986 es el coche empleado por el detective Sonny Crockett a partir de la tercera temporada.

Dos automóviles llamaron especialmente la atención en Miami Vice: el Ferrari Daytona y el Testarossa. Durante la primera y la segunda temporada y el primer episodio de la tercera, el detective Sonny Crockett conducía un Ferrari Daytona Spyder 365 GTS/4 negro de 1972. En realidad, el vehículo no era un Ferrari sino una réplica basada en el chasis del Chevrolet Corvette C3 de 1980. El coche estaba equipado con paneles de carrocería Ferrari, una especialidad del fabricante de coches Beryl McBurnie. Una vez que el coche logró notoriedad, Enzo Ferrari demandó a McBurnie, entre otros, para que dejase de producir y vender réplicas de Ferrari, pues estaban empleando su nombre y estilo. Su última aparición fue en el primer episodio de la tercera temporada "When Irish Eyes Are Crying", en el que explota por los aires. Los falsos Ferraris fueron eliminados de la serie y Enzo Ferrari envió dos Testarossas de 1986 inéditos. Cuando Enzo vio el Daytona negro se convenció de que las escenas nocturnas no favorecían al coche, por lo que el nuevo vehículo de Miami Vice fue producido en blanco.
El equipo de la serie utilizó un coche similar al Testarossa para las escenas de acción de doblaje. Carl Roberts, que había trabajado con el Daytona, se ofreció para construir el coche de las escenas de riesgo. Roberts decidió utilizar un De Tomaso Pantera de 1972, que tenía la misma distancia entre ejes que el Testarossa y encajaba a la perfección. El vehículo fue modificado para soportar el uso diario y continuó hasta su última temporada.
El compañero de Crockett, Ricardo Tubbs, conducía un Cadillac Coupe de Ville descapotable de 1964. Stan Switek llevaba un Ford Thunderbird de 1963. Gina Calabrese utilizaba un Mercury Cougar XR-7 descapotable de 1971. Cuando Stan y Larry estaban montando vigilancia lo hacían en una furgoneta Dodge Ram Van. Otras vehículos notables que aparecieron en Miami Vice fueron Lamborghini, AMG Mercedes-Benz, BMW, Maserati, Lotus, DeLorean, Porsche y Corvettes. También aparecieron muscle cars estadounidenses como el GTO, Pontiac Firebird Trans Am, Mustang, Chevrolet Camaro, Plymouth GTX o Plymouth Barracuda.

## Personajes

### Personajes principales
- James "Sonny" Crockett (Don Johnson). Uno de los dos protagonistas principales de la serie. De origen sureño, es veterano de la Guerra del Vietnam. Cuando trabaja infiltrado, se hace llamar Sonny Burnett. Vive en un barco llamado "El Baile de San Vito", y vive con su mascota, un caimán llamado Elvis, el cual obtuvo cuando estudiaba y jugaba al futbol americano en la Universidad de Florida.
- Ricardo "Rico" Tubbs (Philip Michael Thomas). El otro protagonista. Un policía de Nueva York, que persiguiendo al asesino de su hermano, termina en Miami, donde trabajará codo con codo con Crockett. Cuando trabaja infiltrado se hace llamar Ricardo Cooper. No tuvo suerte con las mujeres en la serie, ya que la mayoría de sus novias acababan distanciándose de él por su labor de policía, o incluso acababan detenidas por cometer diversos delitos.
- Teniente Martin Castillo (Edward James Olmos). El jefe de la Brigada AntiVicio de Miami. Se une al reparto en el sexto capítulo de la serie, reemplazando al Teniente Lou Rodríguez (Gregory Sierra), que muere asesinado en el cuarto capítulo. De origen cubano, tiene un carácter frío, distante y estricto, posiblemente herencia de su estancia en el Sudeste de Asia, cuando trabajaba para la DEA.
- Gina Calabrese (Saundra Santiago). Una agente de la brigada Antivicio. Tuvo una relación con Crockett cuando estaba en pleno proceso de divorcio. Aunque la relación no prosperó, su amistad fue siempre constante. Trabaja infiltrada a menudo disfrazada de prostituta.
- Trudy Joplin (Olivia Brown). Compañera de patrullas de Gina. Tiene una amistad con Tubbs, que en la película del 2006 se transforma en relación de pareja.
- Stan Switek (Michael Talbott). Un policía de la Brigada Antivicio, que a menudo ponía un punto cómico a la serie.
- Larry Zito (John Diehl). Compañero de patrulla y mejor amigo de Switek. Es asesinado en la tercera temporada, aunque el personaje reaparece en la película del 2006.
- Teniente Louis "Lou" Rodriguez (Gregory Sierra). Primer jefe de la Brigada Antivicio. Murió en el cuarto episodio, víctima de un asesino a sueldo, que iba a matar a Sonny Crockett

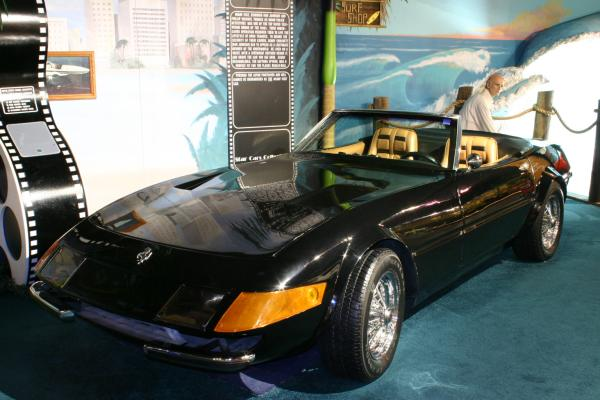
El Ferrari Daytona que Johnson usó en las tres primeras temporadas era en realidad una réplica basada en un Chevrolet Corvette.

### Personajes recurrentes
- Nuggart Neville "Nooggie" Lamont (Charlie Barnett): Amigo de Izzy e informante de Crockett y Tubbs en algunos casos.
- Caitlin Davis-Crockett (Sheena Easton): Una cantante de pop a quién se le asigna Crockett como su guardaespaldas, para su testimonio en un caso de extorsión. Mientras protegía a Caitlin, Crockett se enamora de ella y se casan. Meses después de su matrimonio, Caitlin es asesinada por uno de los ex-enemigos de Crockett. Sonny se entera luego que Caitlin estaba con siete semanas de embarazo, causando que él estuviera aún más trastornado emocionalmente.
- Isidore "Izzy" Moreno (Martin Ferrero): Un criminal mezquino, Izzy es conocido por sus rápidas estafas para obtener dinero y dándole a Crockett y Tubbs la información más reciente de las calles.
- Valerie Gordon (Pam Grier): Una oficial del Departamento de Policía de Nueva York y ocasionalmente novia de Tubbs.
- Caroline Crockett/Ballard (Belinda Montgomery): La exesposa de Crockett quién se muda a Ocala, Florida para volverse a casar y criar a su hijo, Billy. Caroline tuvo un bebé con su segundo marido en su última aparición.

## Videojuegos
En los momentos de máxima popularidad de la serie, fueron comercializados varios videojuegos basados en ella. En 1986 apareció el videojuego Miami Vice para los sistemas Amstrad CPC 464, Commodore 64 y Sinclair ZX Spectrum. Posteriormente, en 1989 apareció un segundo juego para los sistemas Atari ST y PC.
En 2004, se publicó Miami Vice: The Game para PlayStation 2, Xbox y PC, programado por Atomic Planet Entertainment y distribuido por Davilex.

## Miami Vice (película de 2006)
En 2006 apareció la versión cinematográfica de esta serie, dirigida por el que fuera su productor en los ochenta, Michael Mann, y protagonizada por los actores Colin Farrell y Jamie Foxx, como la pareja de detectives, y Gong Li y el actor español Luis Tosar como los traficantes a los que intentan apresar.

## Episodios
Temporada 01 | 22 Episodios 
Temporada 02 | 23 Episodios 
Temporada 03 | 24 Episodios 
Temporada 04 | 22 Episodios 
Temporada 05 | 20 Episodios

## Recepción

### Premios y nominaciones
| Año  | Resultado | Premio                  | Categoría                                              | Premiado(s) |
| ---- | --------- | ----------------------- | ------------------------------------------------------ | --- |
| 1985 | Nominado  | DGA Award               | DRAMATIC SERIES                                        | Paul Glaser "SMUGGLER'S BLUES," MIAMI VICE |
| 1985 | Nominado  | Edgar Allan Poe Awards  | Best Episode in a TV Series                            | Miami Vice Anthony Yerkovich NBC-TV Series: Miami Vice |
| 1985 | Nominado  | Premios Emmy            | Mejor guion - Serie dramática                          | Anthony Yerkovich |
| 1985 | Ganador   | Premios Emmy            | Mejor actor de reparto - Serie dramática               | Edward James Olmos |
| 1985 | Nominado  | Premios Emmy            | Mejor actor - Serie dramática                          | Don Johnson |
| 1985 | Ganador   | Premios Emmy            | Mejor edición de sonido para una serie                 | Bruce Bell, editor de sonido; Jerry Sanford Cohen, editor de música; Victor B. Lackey, editor de sonido; Ian MacGregor-Scott, editor de sonido; Carl Mahakian, editor de sonido; Chuck Moran, supervisor de editor de sonido; John Oettinger, editor de sonido; Bernie Pincus, editor de sonido; Warren Smith, editor de sonido; Bruce Stambler, editor de sonido; Mike Wilhoit, editor de sonido; Paul Wittenberg, editor ADR; Kyle Wright, editor de sonido |
| 1985 | Nominado  | Premios Emmy            | Mejor edición de sonido para una serie                 | Jerry Sanford Cohen, editor de música; Scott Hecker, editor de sonido; John A. Larsen, supervisor de editor de sonido; Harry B. Miller, III, editor de sonido; Robert Rutledge, editor de sonido; Norto Sepulveda, editor ADR; Gary Vaughan, editor de sonido; Jay Wilkinson, editor de sonido |
| 1985 | Nominado  | Premios Emmy            | Mejor edición para una serie                           | Robert A. Daniels, editor |
| 1985 | Nominado  | Premios Emmy            | Mejor edición para una serie                           | Michael B. Hoggan |
| 1985 | Nominado  | Premios Emmy            | Mejor serie dramática                                  | Richard Brams, coproductor; George E. Crosby, coproductor; Michael Mann, productor ejecutivo; John Nicolella, supervisión de producción; John Nicolella, productor; Liam O'Brien, supervisión de producción; Mel Swope, productor; Anthony Yerkovich, productor ejecutivo |
| 1985 | Nominado  | Premios Emmy            | Mejor guion - Serie dramática                          | Lee H. Katzin, director |
| 1985 | Nominado  | Premios Emmy            | Mejor guion - Serie dramática                          | Paul Michael Glaser, director |
| 1985 | Nominado  | Premios Emmy            | Mejor diseño de vestuario para una serie               | Jodie Tillen, diseñadora de vestuario |
| 1985 | Ganador   | Premios Emmy            | Mejor fotografía para una serie                        | Bob Collins, fotografía |
| 1985 | Nominado  | Premios Emmy            | Mejor fotografía para una serie                        | A.J. "Duke" Callaghan, fotografía |
| 1985 | Ganador   | Premios Emmy            | Mejor dirección artística para una serie               | Jeffrey Howard, director artístico; Robert Lacey |
| 1985 | Nominado  | Premios Emmy            | Mejor composición musical para una serie               | Jan Hammer, compositor |
| 1985 | Ganador   | Premios Grammy          | Mejor actuación instrumental pop – "Miami Vice Theme"  | Jan Hammer, artista |
| 1985 | Ganador   | Premios Grammy          | Mejor composición instrumental – "Miami Vice Theme"    | Jan Hammer, compositor |
| 1985 | Ganador   | Premios People's Choice | Favorite: New TV Dramatic Program                      | Miami Vice |
| 1986 | Ganador   | Premios People's Choice | Programa dramático favorito de televisión              | Miami Vice |
| 1986 | Nominado  | Premios Emmy            | Mejor actor de reparto - Serie dramática               | Edward James Olmos |
| 1986 | Nominado  | Premios Emmy            | Mejor mezcla de sonido para una serie dramática        | Rick Alexander; Anthony Costantini, mezclas; Daniel Leahy, mezclas; Mike Tromer, mezclas |
| 1986 | Nominado  | Premios Emmy            | Mejor edición para una serie                           | Robert A. Daniels, editor |
| 1986 | Nominado  | Premios Emmy            | Mejor composición musical para una serie               | Jan Hammer, compositor |
| 1986 | Ganador   | Premios Globo de Oro    | Mejor actor de reparto de serie, miniserie o telefilme | Edward James Olmos |
| 1986 | Nominado  | Premios Globo de Oro    | Mejor actor de serie de televisión - Drama             | Philip Michael Thomas |
| 1986 | Ganador   | Premios Globo de Oro    | Mejor actor de serie de televisión - Drama             | Don Johnson |
| 1986 | Nominado  | Premios Globo de Oro    | Mejor serie-Drama                                      | Miami Vice |
| 1987 | Nominado  | Premios Globo de Oro    | Mejor actor de serie de televisión - Drama             | Don Johnson |
| 1987 | Nominado  | Premios Globo de Oro    | Mejor serie-Drama                                      | Miami Vice |
| 1988 | Nominado  | Premios Emmy            | Mejor mezcla de sonido para una serie dramática        | Joe Citarella, mezclas; Joe Foglia, mezclas; Grover Helsley, mezclas; Ray West, mezclas |
| 1989 | Nominado  | Premios Globo de Oro    | Mejor actor de reparto de serie, miniserie o telefilme | Edward James Olmos |

### Críticas
Los críticos se han quejado del uso excesivo de violencia en la serie vistiéndola con bonita fotografía. Otros la criticaron por dar énfasis a los aspectos visuales y la música en lugar de dar historias coherentes y personajes bien realizados. Los líderes cívicos de Miami también se han quejado de que la serie ha exhibido los problemas criminales de la ciudad a nivel nacional. Sin embargo, la mayoría de estos quedó en silencio debido a la estimada contribución de la serie de un $1 millón de dólares a la economía de la ciudad y el aumento del turismo en Miami. Gerald S. Arenberg de la Asociación Nacional de Jefes de Policía criticó la serie por su glamorosa retratación de los escuadrones antivicio, diciendo que "No hay policías de antivicio genuinos que persiguen traficantes en un Ferrari mientras visten trajes de $600 dólares. Más a menudo que no, terminan en un cuarto sucio en alguna parte, llevando pantalones vaqueros con agujeros, viendo golpizas en bodegas en alguna maldita parte del pueblo, a través de un par de binoculares abollados." 